# Metairie
Metairie (franska: Métairie) är en så kallad census-designated place och största ort i Jefferson Parish i Louisiana samt en förort till New Orleans. Ortnamnet kommer från det franska ordet métairie som betyder småjordbruk. Vid 2010 års folkräkning hade Metairie 138 481 invånare.

## Kända personer från Metairie
- Ellen DeGeneres, skådespelare och TV-programledare
- Ashley Scott, skådespelare